# Interstate 41
Pour les articles homonymes, voir I41 et Route 41.
L'Interstate 41 (I-41) est une autoroute sud–nord d'une distance de 176,33 miles (283,78 km) qui relie l'échangeur de l'I-94 et de la US 41, situé à 0,9 mile (1,4 km) au sud de la frontière entre le Wisconsin et l'Illinois à la fin de la Tri-State Tollway dans la région métropolitaine de Chicago, jusqu'à un échangeur avec l'I-43 à Green Bay, Wisconsin. L'I-41 forme des multiplex avec la US 41, l'I-894, la US 45, l'I-43 et des sections de l'I-94 au Wisconsin et en Illinois. La route a été officiellement ajoutée au système Interstate en 2015.

## Description du tracé
L'I-41 commence à l'échangeur entre l'I-94 / US 41 à Russell, Illinois, à 0,9 mile (1,4 km) au sud de la frontière entre le Wisconsin et l'Illinois, à la fin de la Tri-State Tollway. L'autoroute continue vers le nord en multiplex avec l'I-94 jusqu'à Milwaukee, où elle tourne vers l'ouest et forme un multiplex avec l'I-894 et l'I-43. Elle forme d'ailleurs un multiplex de mauvaise direction avec l'I-43, c'est-à-dire une section où l'I-41 se dirige au nord et l'I-43 au sud et vice-versa. La US 45 s'ajoutera au multiplex jusqu'à Richfield. L'autoroute est parallèle à l'I-43, laquelle longe le Lac Michigan entre Milwaukee et Green Bay. L'I-41 parcourt quant à elle la Fox Valley (incluant les villes de Fond du Lac, Oshkosh et Appleton). À Appleton, l'I-41 croise la US 10 / WIS 441. Plus au nord, l'I-41 rencontre la WIS 172 au sud de Green Bay, avant de longer le côté ouest de la ville et de se terminer à un échangeur avec l'I-43.

## Liste des sorties

### Illinois
| Interstate 41           |                  |      |      |        |                                                                                            |                                                                                          |
| Comté                   | Municipalité     | mi   | km   | Sortie | Intersections / Destinations                                                               | Notes                                                                                    |
| Lake                    | Newport Township | 0,00 | 0,00 | 1B     | I-94 Toll est (Tri-State Tollway) – Chicago, Indiana US 41 sud (Skokie Highway) – Waukegan | Terminus sud du multiplex avec I-94 / US 41; sortie direction sud, entrée direction nord |
| Lake                    | Newport Township | 0,76 | 1,22 | 1A     | CR A1 (Russell Road)                                                                       | Indiqué sortie 1 en direction nord; numéros de sortie basés sur les numéros de l'I-94    |
| Lake                    |                  | 0,90 | 1,45 |        | I-41 nord – Milwaukee                                                                      | Continue au Wisconsin                                                                    |
| - Terminus de multiplex |                  |      |      |        |                                                                                            |                                                                                          |

### Wisconsin
| Interstate 41                             |                             |        |        |        | | |
| Comté                                     | Municipalité                | mi     | km     | Sortie | Intersections / Destinations | Notes |
| Kenosha                                   |                             | 0,00   | 0,00   |        | I-41 sud – Chicago | Continue en Illinois |
| Kenosha                                   | Pleasant Prairie            | 2,04   | 3,28   | 347    | WIS 165 (en) / CTH-Q (Lakeview Parkway) | |
| Kenosha                                   | Pleasant Prairie            | 3,43   | 5,52   | 345    | CTH-C (Wilmot Road) | |
| Kenosha                                   | Kenosha                     | 5,07   | 8,16   | 344    | WIS 50 (en) (75th Street) – Kenosha, Lake Geneva | |
| Kenosha                                   | Somers                      | 6,59   | 10,61  | 342    | WIS 158 (en) (52nd Street) – Kenosha | |
| Kenosha                                   | Somers                      | 8,35   | 13,44  | 340    | WIS 142 (en) (Burlington Road) / CTH-S – Burlington, Kenosha                                                                                            | |
| Kenosha                                   | Town of Paris               | 10,07  | 16,21  | 339    | CTH-E (Somers Road) – Somers | |
| Limite Kenosha–Racine                     | Limite Paris–Mount Pleasant | 12,08  | 19,44  | 337    | CTH-KR (County Line Road) – Mount Pleasant | |
| Racine                                    | Mount Pleasant              | 13,95  | 22,45  | 335    | WIS 11 (en) (Durand Avenue) – Burlington, Racine | |
| Racine                                    | Yorkville                   | 15,96  | 25,69  | 333    | WIS 20 (en) (Washington Avenue) – Waterford, Racine | |
| Racine                                    | Caledonia                   | 19,64  | 31,61  | 329    | CTH-K (Northwestern Avenue) – Racine, Caledonia | |
| Racine                                    | Town of Raymond             | 21,67  | 34,87  | 327    | CTH-G (5½ Mile Road) – Caledonia | |
| Racine                                    | Town of Raymond             | 23,17  | 37,29  | 326    | Seven Mile Road | |
| Milwaukee                                 | Oak Creek                   |        |        | 324    | Elm Road vers WIS 241 (en) | |
| Milwaukee                                 | Oak Creek                   | 26,39  | 42,47  | 322    | WIS 100 (en) (Ryan Road) | |
| Milwaukee                                 | Oak Creek                   | 28,47  | 45,82  | 321    | Drexel Avenue | |
| Milwaukee                                 | Oak Creek                   | 29,41  | 47,33  | 320    | CTH-BB (Rawson Avenue) | |
| Milwaukee                                 | Milwaukee                   | 30,38  | 48,89  | 319    | CTH-ZZ (College Avenue) | |
| Milwaukee                                 | Milwaukee                   | 31,08  | 50,02  | 318    | WIS 119 (en) – Aéroport international de Milwaukee | |
| Milwaukee                                 | Milwaukee                   | 32,37  | 52,09  | 317    | CTH-Y (Layton Avenue) vers 27th Street | |
| Milwaukee                                 | Milwaukee                   | 32,53  | 52,35  | 316 10 | I-94 est (North-South Freeway) – Chicago, Aéroport I-43 nord (North-South Freeway) / I-94 ouest – Milwaukee I-43 sud / I-894 ouest – Madison, Green Bay | Terminus nord du multiplex avec I-94; terminus sud du multiplex avec I-43 / I-894                                                           |
| Milwaukee                                 | Milwaukee                   | 33,60  | 54,07  | 9      | WIS 241 (en) – South 27th Street | Pas d'accès depuis I-94 ouest et vers I-94 est; numéros de sortie basés sur ceux de l'I-894                                                 |
| Milwaukee                                 | Greenfield                  | 34,64  | 55,75  | 8      | WIS 36 (en) – Loomis Road | |
| Milwaukee                                 | Greenfield                  | 35,64  | 57,36  | 7      | South 60th Street | |
| Milwaukee                                 | Greenfield                  | 36,66  | 59,00  | 5B     | South 76th Street | Sortie direction nord, entrée direction sud                                                                                                 |
| Milwaukee                                 | Greenfield                  | 36,66  | 59,00  | 5A     | South 76th Street, South 84th Street | Sortie direction sud, entrée direction nord                                                                                                 |
| Milwaukee                                 | Greenfield                  | 36,86  | 59,32  | 5A     | WIS 24 (en) ouest – Forest Home Avenue | Sortie direction nord, entrée direction sud                                                                                                 |
| Milwaukee                                 | Milwaukee                   | 38,06  | 61,25  | 4      | I-43 sud (Rock Freeway) / US 45 sud – Beloit, Chicago                                                                                                   | Terminus nord du multiplex avec I-43; terminus sud du multiplex avec US 45                                                                  |
| Milwaukee                                 | Greenfield                  | 39,32  | 63,28  | 3      | CTH-T (Beloit Road) | |
| Milwaukee                                 | Greenfield                  | 39,93  | 64,26  | 2B     | Oklahoma Avenue | Sortie direction sud, entrée direction nord                                                                                                 |
| Milwaukee                                 | West Allis                  | 40,67  | 65,45  | 2A     | National Avenue | Sortie direction sud vers National Avenue ouest seulement                                                                                   |
| Milwaukee                                 | West Allis                  | 40,93  | 65,87  | 1E     | Lincoln Avenue | Sortie direction sud, entrée direction nord                                                                                                 |
| Milwaukee                                 | West Allis                  | 41,89  | 67,42  | 1D     | WIS 59 (en) – Greenfield Avenue | |
| Milwaukee                                 | Milwaukee                   | 42,61  | 68,57  | 1 38   | I-94 (East-West Freeway) – Madison, Centre-ville, Chicago                                                                                               | Terminus nord du multiplex avec I-894; indiqué sortie 1A (est) et 1B (ouest) en direction nord et 38A (est) et 38B (ouest) en direction sud |
| Milwaukee                                 | Wauwatosa                   | 43,36  | 69,78  | 39     | US 18 (Bluemound Road) / Wisconsin Avenue | Sortie direction nord non-indiquée pour Wisconsin Avenue; numéros de sortie basés sur le millage de la US 45                                |
| Milwaukee                                 | Wauwatosa                   | 44,14  | 71,04  | 40     | Watertown Plank Road, Swan Boulevard | Sortie direction sud non-indiquée pour Swan Boulevard                                                                                       |
| Milwaukee                                 | Wauwatosa                   | 44,94  | 72,32  | 42A    | WIS 100 (en) nord (Mayfair Road) / North Avenue est | Sortie direction sud non-indiquée pour WIS 100                                                                                              |
| Milwaukee                                 | Wauwatosa                   | 45,54  | 73,29  | 42B    | North Avenue est | |
| Milwaukee                                 | Wauwatosa                   | 46,59  | 74,98  | 43     | Burleigh Street | |
| Milwaukee                                 | Wauwatosa                   | 47,59  | 76,59  | 44     | WIS 190 (en) (Capitol Drive) | |
| Milwaukee                                 | Milwaukee                   | 48,69  | 78,36  | 45     | CTH-EE (Hampton Avenue) | |
| Milwaukee                                 | Milwaukee                   | 49,52  | 79,69  | 46     | CTH-E sud (Silver Spring Drive) / WIS 100 (en) | Terminus sud du multiplex avec WIS 100 |
| Milwaukee                                 | Milwaukee                   | 51,05  | 82,16  | 47     | WIS 175 (en) (Appleton Avenue) | |
| Milwaukee                                 | Milwaukee                   | 51,85  | 83,44  | 47B    | CTH-PP (Good Hope Road) | |
| Milwaukee                                 | Milwaukee                   | 52,15  | 83,93  | 48     | WIS 145 (en) (Fond du Lac Freeway / 124th Street) | |
| Waukesha                                  | Menomonee Falls             | 54,64  | 87,93  | 50     | WIS 74 (en) ouest / WIS 100 (en) est (Main Street) | Terminus nord du multiplex avec WIS 100; indiqué sortie 50A (est) et 50B (ouest                                                             |
| Waukesha                                  | Menomonee Falls             | 55,45  | 89,24  | 51     | Pilgrim Road | Indiqué sortie 51A (nord) et 51B (sud) |
| Washington                                | Germantown                  | 56,68  | 91,22  | 52     | CTH-Q (County Line Road) | |
| Washington                                | Germantown                  | 58,63  | 94,36  | 54     | WIS 167 (en) est (Mequon Road) / CTH-Y (Lannon Road) | Terminus sud du multiplex avec WIS 167 |
| Washington                                | Germantown                  | 61,64  | 99,20  | 57     | WIS 167 (en) ouest (Holy Hill Road) | Terminus nord du multiplex avec WIS 167 |
| Washington                                | Richfield                   | 63,27  | 101,82 | 59     | US 45 nord – West Bend | Terminus nord du multiplex avec US 45; sortie direction nord, entrée direction sud                                                          |
| Washington                                | Richfield                   | 64,37  | 103,59 | 60     | CTH-FD (Fond du Lac Avenue / Pioneer Road) vers WIS 145 (en)                                                                                            | |
| Washington                                | Slinger                     | 68,17  | 109,71 | 64     | WIS 60 (en) (Commerce Boulevard) – Jackson, Slinger, Hartford, Grafton                                                                                  | Indiqué sortie 64A (est) et 64B (ouest) en direction nord                                                                                   |
| Washington                                | Polk                        | 70,45  | 113,38 | 66     | WIS 144 (en) (Kettle Moraine Drive) – West Bend, Slinger                                                                                                | |
| Washington                                | Hartford                    | 72,12  | 116,07 | 68     | CTH-K | |
| Washington                                | Addison                     | 76,37  | 122,91 | 72     | WIS 33 (en) / CTH-W – West Bend, Allenton, Horicon | |
| Washington                                | Wayne                       | 79,59  | 128,09 | 76     | CTH-D | |
| Dodge                                     | Theresa                     | 85,22  | 137,15 | 81     | WIS 28 (en) – Mayville, Kewaskum, Theresa | |
| Dodge                                     | Lomira                      | 89,24  | 143,62 | 85     | WIS 67 (en) – Lomira, Campbellsport | |
| Dodge                                     | Lomira                      | 91,29  | 146,92 | 87     | WIS 49 (en) / CTH-KK – Brownsville, Waupun | |
| Fond du Lac                               | Byron                       | 96,10  | 154,66 | 92     | CTH-B – Oakfield, Eden | |
| Fond du Lac                               | Fond du Lac                 | 99,71  | 160,47 | 95     | US 45 sud / US 151 – Madison, Manitowoc, Waupun, Beaver Dam                                                                                             | Terminus sud du multiplex avec US 45 |
| Fond du Lac                               | Fond du Lac                 | 101,01 | 162,56 | 97     | CTH-VVV (Hickory Street) | |
| Fond du Lac                               | Fond du Lac                 | 101,84 | 163,90 | 98     | CTH-D (Military Road) | |
| Fond du Lac                               | Fond du Lac                 | 103,74 | 166,95 | 99     | US 45 nord / WIS 23 (en) (Johnson Street) – Rosendale, Ripon                                                                                            | Terminus nord du multiplex avec US 45 |
| Fond du Lac                               | North Fond du Lac           | 104,24 | 167,76 | 101    | CTH-OO (Winnebago Street) | |
| Fond du Lac                               | Eldorado                    | 110,27 | 177,46 | 106    | CTH-N – Van Dyne | |
| Winnebago                                 | Nekimi                      | 117,47 | 189,05 | 113    | WIS 26 (en) / CTH-N – Rosendale, Waupun, Pickett | |
| Winnebago                                 | Oshkosh                     | 120,22 | 193,48 | 116    | WIS 44 (en) / WIS 91 (en) (South Park Avenue / Ripon Road) – Ripon, Waukau, Berlin                                                                      | |
| Winnebago                                 | Oshkosh                     | 121,64 | 195,76 | 117    | 9th Avenue | |
| Winnebago                                 | Oshkosh                     | 123,14 | 198,17 | 119    | WIS 21 (en) (Omro Road / Oshkosh Avenue) – Omro, Redgranite, Wautoma                                                                                    | |
| Winnebago                                 | Oshkosh                     | 125,05 | 201,25 | 120    | US 45 (Algoma Boulevard) vers US 10 ouest – New London                                                                                                  | |
| Winnebago                                 | Oshkosh                     | 128,10 | 206,16 | 124    | WIS 76 (en) (Jackson Street) – Shiocton | |
| Winnebago                                 | Neenah                      | 133,30 | 214,53 | 129    | Bell Street, Breezewood Lane | |
| Winnebago                                 | Neenah                      | 134,67 | 216,73 | 131    | WIS 114 (en) / CTH-JJ (Winneconne Avenue) – Hilbert, Sherwood                                                                                           | |
| Winnebago                                 | Neenah                      | 135,61 | 218,24 | 132    | Main Street, Oak Ridge Road | Pas d'entrées |
| Winnebago                                 | Fox Crossing                | 136,35 | 219,43 | 133    | CTH-II (Winchester Road) – Winchester | |
| Winnebago                                 | Fox Crossing                | 137,81 | 221,78 | 134    | US 10 est / WIS 441 (en) nord (Tri-County Expressway) – Menasha, Manitowoc                                                                              | |
| Winnebago                                 | Fox Crossing                | 137,86 | 221,86 | 134    | US 10 ouest – Stevens Point, Waupaca | |
| Winnebago                                 | Fox Crossing                | 139,62 | 224,70 | 136    | CTH-BB (Prospect Avenue) – Appleton | |
| Outagamie                                 | Grand Chute                 | 140,88 | 226,72 | 137    | WIS 125 (en) (College Avenue) / CTH-CA – Aéroport international d'Appleton, Centre-ville d'Appleton                                                     | |
| Outagamie                                 | Grand Chute                 | 141,65 | 227,96 | 138    | WIS 96 (en) (Wisconsin Avenue) – Fremont, Appleton | |
| Outagamie                                 | Grand Chute                 | 142,71 | 229,67 | 139    | WIS 15 (en) / CTH-OO (Northland Avenue) vers CTH-A – Greenville, Hortonville, Appleton                                                                  | |
| Outagamie                                 | Grand Chute                 | 145,67 | 234,43 | 142    | WIS 47 (en) (Richmond Street) – Black Creek, Appleton                                                                                                   | |
| Outagamie                                 | Appleton                    | 147,67 | 237,65 | 144    | CTH-E (Ballard Road) | |
| Outagamie                                 | Appleton                    | 148,59 | 239,13 | 145    | WIS 441 (en) sud (Tri-County Expressway) – Kimberly | |
| Outagamie                                 | Little Chute                | 151,10 | 243,17 | 146    | CTH-N (Freedom Road) – Little Chute, Kimberly, Combined Locks                                                                                           | |
| Outagamie                                 | Kaukauna                    | 152,78 | 245,88 | 148    | WIS 55 (en) (Delanglade Avenue) – Seymour, Kaukauna, Sherwood, Freedom                                                                                  | |
| Outagamie                                 | Kaukauna                    | 153,99 | 247,82 | 150    | CTH-J (Lawe Street / Hyland Avenue) – Kaukauna | |
| Outagamie                                 | Kaukauna                    | 158,25 | 254,68 | 154    | CTH-U (County Line Road) – Wrightstown, Hobart | |
| Brown                                     | Lawrence                    | 161,21 | 259,44 | 157    | CTH-S (Lawrence Drive) – Freedom, De Pere | |
| Brown                                     | Lawrence                    | 165,87 | 266,88 | 161    | CTH-F (Scheuring Road) – De Pere | |
| Brown                                     | Ashwaubenon                 | 167,12 | 268,95 | 163A   | CTH-G (Main Avenue) – De Pere | |
| Brown                                     | Ashwaubenon                 | 167,40 | 269,40 | 163B   | WIS 32 (en) nord (Ashland Avenue) – Green Bay | Sortie direction nord, entrée direction sud                                                                                                 |
| Brown                                     | Ashwaubenon                 | 168,39 | 271,00 | 164A   | CTH-AAA (Oneida Street Waube Lane) | |
| Brown                                     | Ashwaubenon                 | 169,36 | 272,56 | 164B   | WIS 172 (en) vers I-43 / WIS 57 (en) – Aéroport A. Straubel                                                                                             | |
| Brown                                     | Ashwaubenon                 | 171,14 | 275,42 | 167    | CTH-VK (Lombardi Avenue, Hazelwood Lane) – Green Bay | |
| Brown                                     | Green Bay                   | 172,18 | 277,10 | 168A   | WIS 32 (en) sud / WIS 54 (en) (Mason Street) – Seymour, Ashwaubenon                                                                                     | Terminus sud du multiplex avec WIS 32 |
| Brown                                     | Howard                      | 173,17 | 278,69 | 168B‑C | WIS 29 (en) / WIS 32 (en) nord (Shawano Avenue) – Wausau, Shawano, Green Bay                                                                            | Terminus nord du multiplex avec WIS 32 |
| Brown                                     | Howard                      | 174,75 | 281,23 | 170A   | US 141 sud (Velp Avenue) – Green Bay | Terminus sud du multiplex avec US 151 |
| Brown                                     | Howard                      | 175,16 | 281,89 | 170B   | I-43 sud / LMCT (en) – Milwaukee, Green Bay US 41 nord / US 141 nord / LMCT (en) – Marinette, Iron Mountain                                             | Terminus nord du multiplex avec US 41; terminus nord du multiplex avec US 141; terminus nord de l'I-41 et de l'I-43                         |
| - Terminus de multiplex - Accès incomplet |                             |        |        |        | | |